# هاشم أباد (دلفان)
هاشم أباد (بالفارسية: هاشم‌آباد) هي قرية تقع في Nurabad Rural District في إيران. يقدر عدد سكانها بـ 185 نسمة.